# Fissidens
Fissidens (Rademos) er en slægt af mosser med omkring 1100 arter, hvoraf ti findes i Danmark. Navnet Fissidens betyder 'spaltet tand' og hentyder til peristomets tænder, der er dybt kløvede. Fissidens er den eneste slægt i familien Fissidentaceae
.
Karakteristisk for arterne i slægten Fissidens er bladene, der er toradede og forneden dobbelte og bådformede. Nogle arters blade har en randsøm af lange, smalle celler. Cellerne er i øvrigt små og sekskantede. Arterne er enten pleurokarpe eller akrokarpe.

## Danske arter
De fleste danske arter er sjældne. Kun taksbladet rademos, toprademos og kærrademos er almindelige.
- Bækrademos Fissidens pusillus
- Finbladet rademos Fissidens gracilifolius
- Grønlig rademos Fissidens viridulus
- Kærrademos Fissidens adianthoides
- Klipperademos Fissidens cristatus
- Lerrademos Fissidens exilis
- Taksbladet rademos Fissidens taxifolius
- Toprademos Fissidens bryoides
- Tør rademos Fissidens dubius
- Tørverademos Fissidens osmundoides